# Remseck am Neckar
Remseck am Neckar è una città tedesca di 22 415 abitanti, situato nel land del Baden-Württemberg.